# Kamerhop (polder)

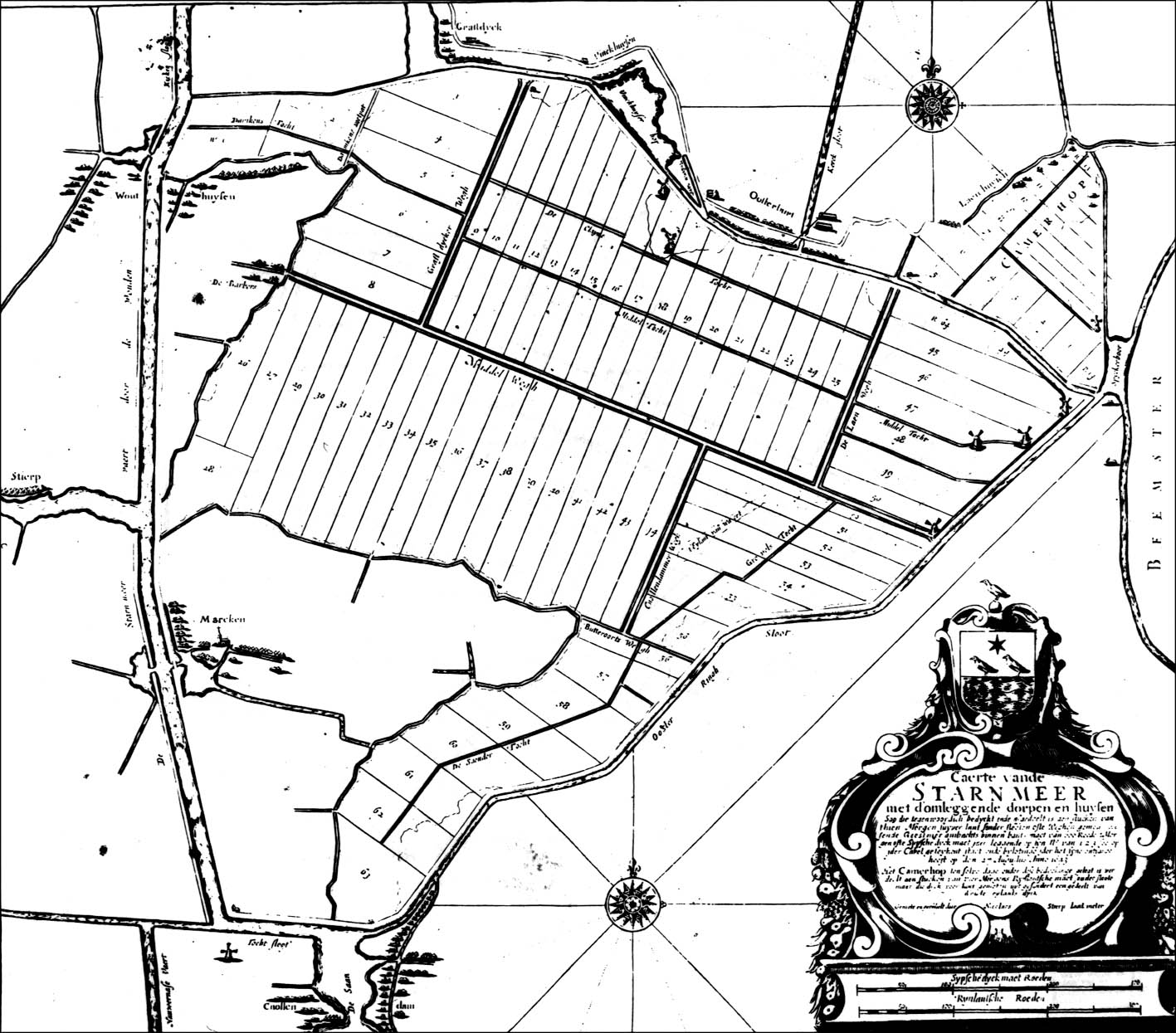
Kaart van de Starnmeer en het Kamerhop (rechtsboven)

Het Kamerhop is van oorsprong een doorstroomgebied van het water van de Starnmeer naar de Beemster. In 1643 is het samen met de Starnmeer - het was zo goed als één geheel - drooggemalen. De ringvaart van de Starnmeer is echter tussen de Starnmeer en het Kamerhop aangelegd, omdat het onhandig zou zijn als deze vaart de lijn van het Kamerhop zou volgen. Later is dit deel van de Starnmeervaart nog verbreed en is het onderdeel geworden van het Noordhollandsch Kanaal.

## Bemaling van het Kamerhop

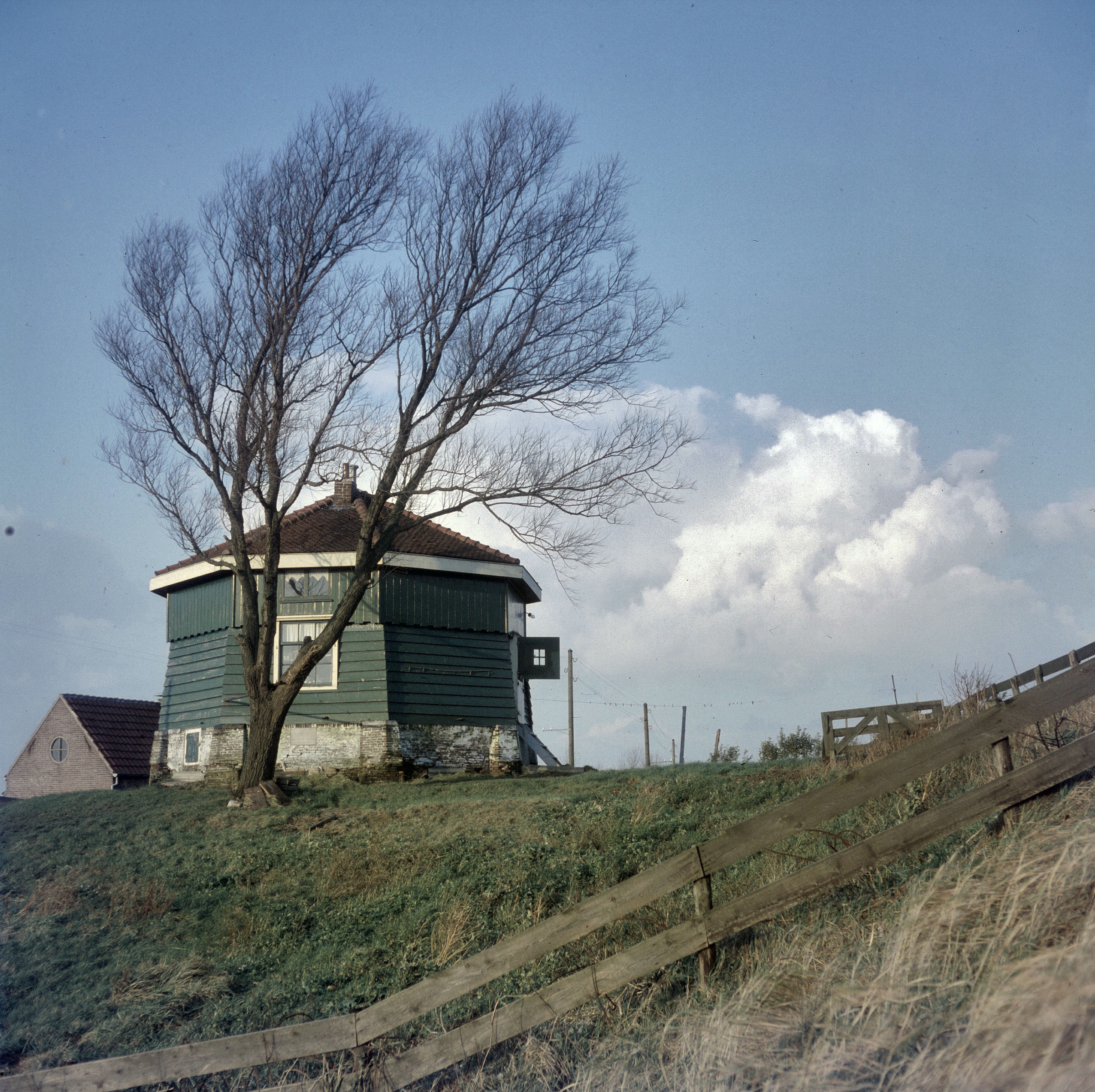
Restant van de molen van het Kamerhop

Na de droogmaking van de Starnmeer en het Kamerhop heeft het Kamerhop een eigen molen gekregen om het overtollige water weg te werken. Deze is echter na verloop van tijd zijn functie kwijtgeraakt omdat het bestuur van Starnmeer en Kamerhop het te duur vond, en besloot dat er beter een duiker onder de vaart door gelegd kon worden. Het Kamerhop lag namelijk iets hoger dan de Starnmeer, en de molens van de Starnmeer konden het extra water makkelijk aan.
Toen jaren later besloten werd het Noordhollandsch Kanaal aan te leggen, bleek dat de duiker weer weg moest. Voor het kanaal zou de vaart namelijk fors breder en dieper gemaakt moeten worden. Besloten werd dus om de molen weer op zijn oude plaats terug te zetten. Daar heeft deze nog weer jaren zijn werk kunnen doen, totdat er een brandstofgemaal werd neergezet, dat later overigens weer werd geëlektrificeerd. Het onderste gedeelte van de molen, dat werd gehandhaafd, is tot op de dag van vandaag een woning.